# Edward Cook
Edward Tiffin Cook, Jr. (Chillicothe, Ohio, 27 de novembre de 1888 – Chillicothe, 18 d'octubre de 1972) va ser un atleta estatunidenc, especialitzat en el salt de perxa, que va competir a primers del segle xx.
El 1908 va prendre part en els Jocs Olímpics de Londres, on va guanyar la medalla d'or de la prova de salt de perxa del programa d'atletisme. Amb un millor salt de 3m 71cm, la mateixa alçada superada per Alfred Gilbert, aconseguí el batre el rècord olímpic. També disputà la prova del salt de llargada, on finalitzà en quarta posició.
Cook també guanyà el campionat IC4A de salt de llargada de 1908 i 1909, i el de l'AAU de salt de perxa de 1907 i 1911. El 1910 es graduà a la Universitat Cornell i posteriorment treballà com a granger i director del First National Bank de Chillicothe.